# جون ريتشاردسون (قسيس بريطاني)
جون ريتشاردسون (بالإنجليزية: John Richardson)‏ هو قسيس بريطاني، ولد في 11 يوليو 1937.